# 17 Pułk Huzarów (Cesarstwo Niemieckie)
17 pułk huzarów (Brunszwicki) - (niem. Braunschweigisches Husaren-Regiment Nr. 17) - pułk huzarów Cesarstwa Niemieckiego.

## Charakterystyka
Pułk sformowany 1 kwietnia 1809. Stacjonował w Brunszwiku i był przyporządkowany do X Korpusu Armijnego .

 Wiosną 1914 był w strukturze 20 Brygady Kawalerii z 20 Dywizji Piechoty.
W wyniku mobilizacji, w sierpniu 1914 pułk osiągnął gotowość bojową i w składzie 19 Dywizji Piechoty z X Korpusu Armijnego został wysłany na front zachodni.

## Schemat organizacyjny
- X Korpus Armii Niemieckiej, Hanower
  - 20 Dywizja Piechoty - (20. Infanterie-Division), Hanower
    - 20 Brygada Kawalerii (20. Kavallerie-Brigade), Hanower
      - 17 pułk huzarów – w Brunszwiku

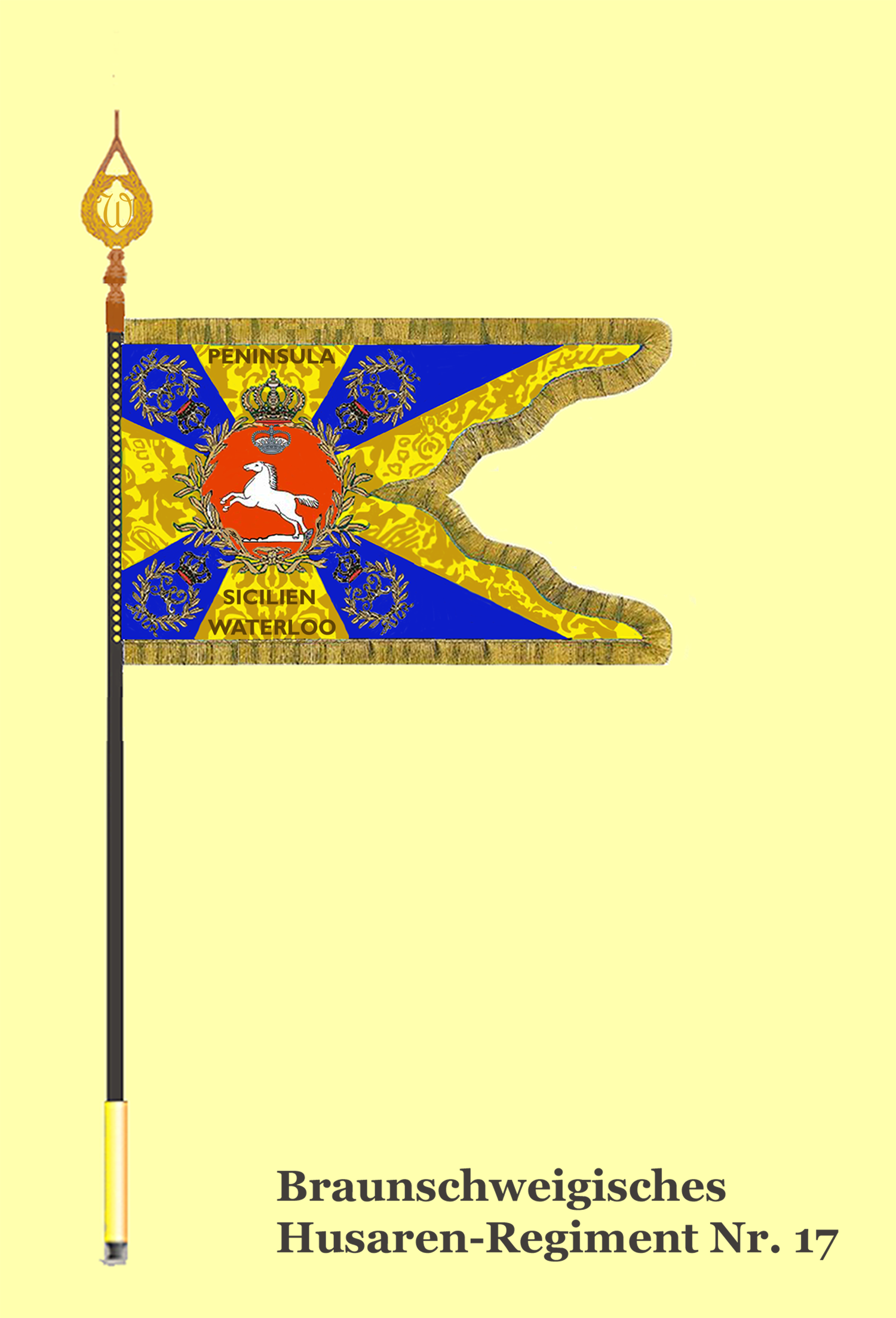
Sztandar
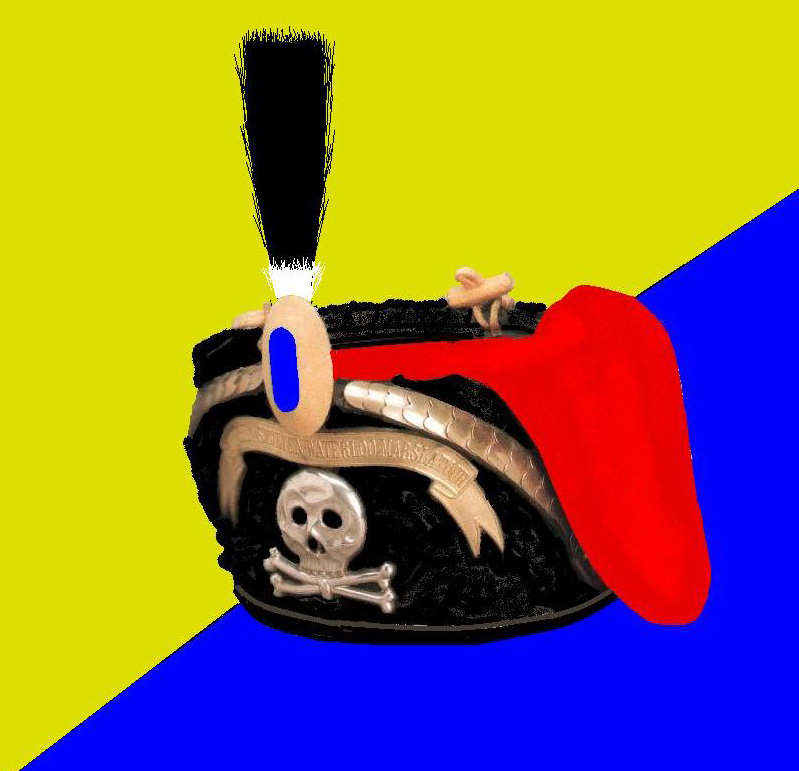
Czapka paradna 17 pułku huzarów
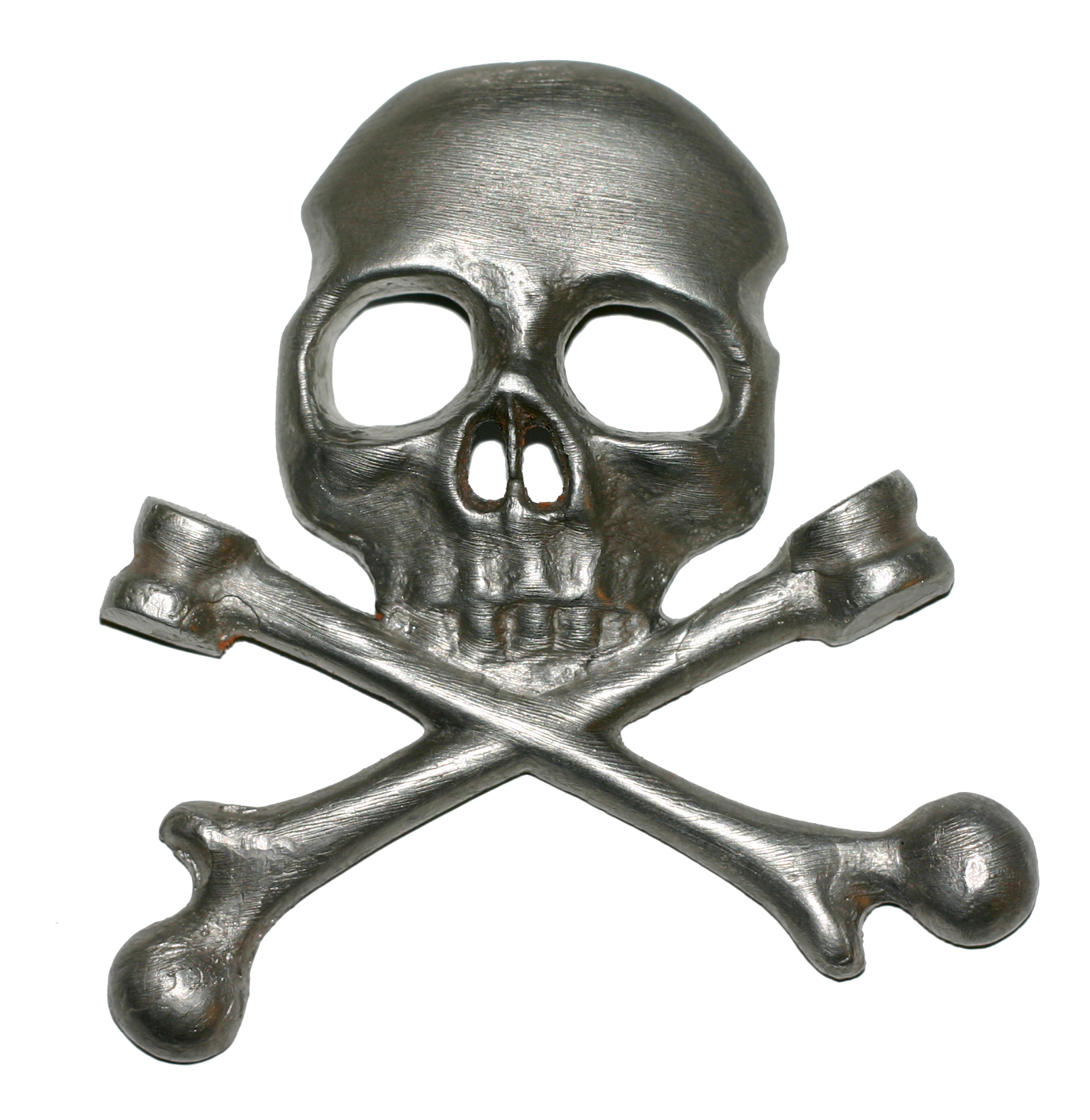
Czaszka 17 pułku huzarów, 1815